# Triptykon
Triptykon é um grupo musical de metal extremo formado na Suíça em 2008. O nome da banda é uma adaptação da palavra "tríptico". O logotipo da banda é inspirado numa escrita padrão usado na República de Weimar.

## História
Tom G. Warrior formou a banda logo após a separação do Celtic Frost. Warrior comentou o seguinte: "O Triptykon soará o mais próximo possível do Celtic Frost e o álbum no qual estou trabalhando terá todo o material que imaginei para o sucessor do Monotheist (do Celtic, lançado em 2006). Meu desejo é que o álbum seja uma evolução mais sombria, pesada e um pouco mais experimental do Monotheist."
Logo em março de 2010 é lançado o primeiro álbum do grupo: Eparistera Daimones. O álbum funde Black Metal com características de Doom/Gothic metal, lento na maior parte das músicas e as vezes mais agressivo. O disco destaca-se por conter canções longas, cadenciadas, com letras mórbidas e anticristãs. Em outubro do mesmo ano, é lançado um EP, chamado Shatter, que foi gravado nas sessões do álbum anterior, contendo um videoclipe para a faixa-título.

Em 2010 estiveram em turnê com 1349 e Yakuza.

Em março de 2014 saiu o single "Breathing", em uma versão limitada de 1000 cópias. Em abril do mesmo ano foi lançado o segundo álbum completo da banda, com o título Melana Chasmata, via Century Media Records/Prowling Death Records Ltd.

## Integrantes
- Tom G. Warrior - vocal, guitarra, programação (2008-presente)
- V. Santura - guitarra, vocal (2008-presente)
- Norman Lonhard - bateria, percussão (2008-presente)
- Vanja Slajh - baixo (2008-presente)

Membros anteriores
- Reed St. Mark - bateria, percussão (2008)

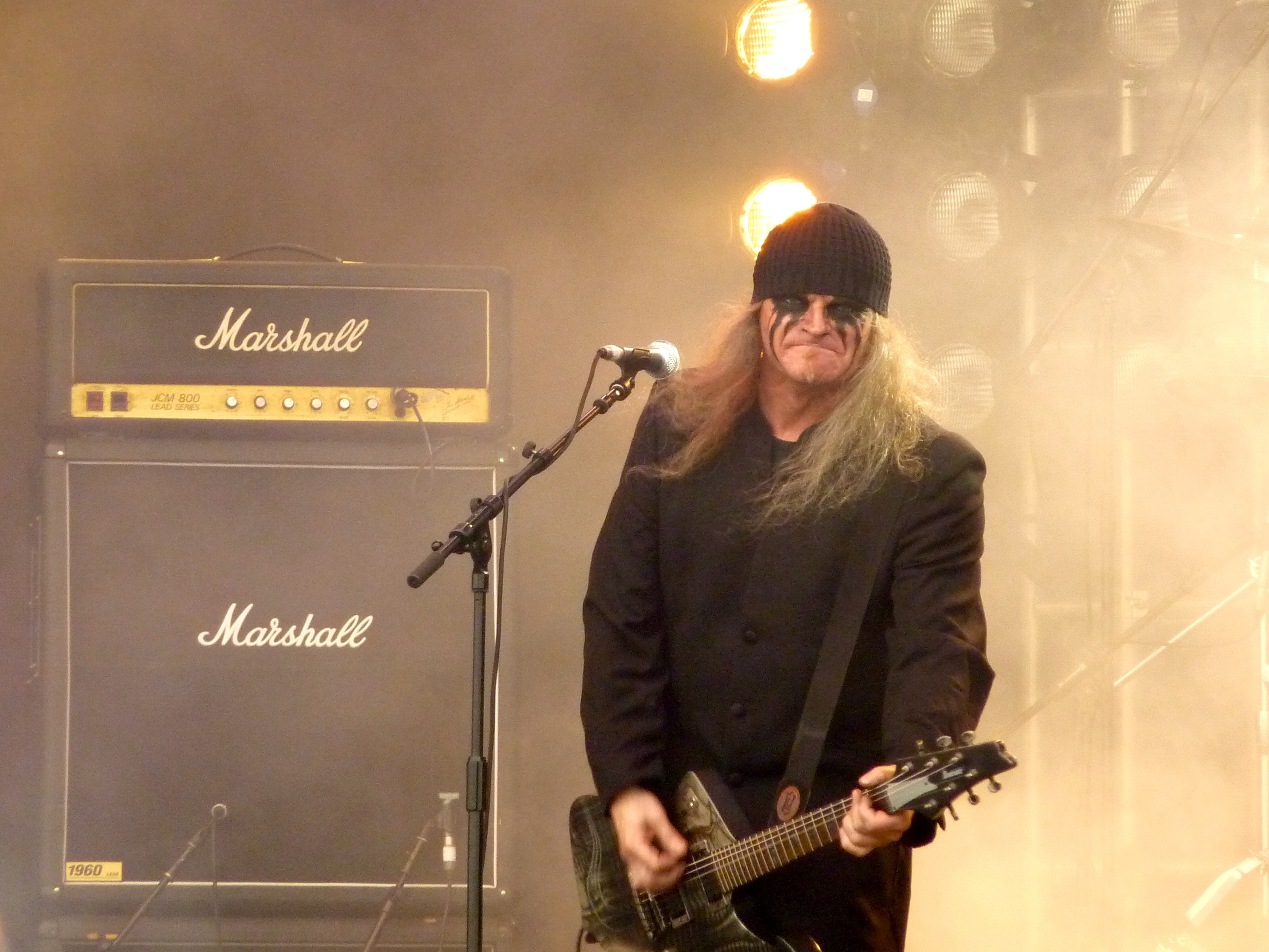
Tom G. Warrior
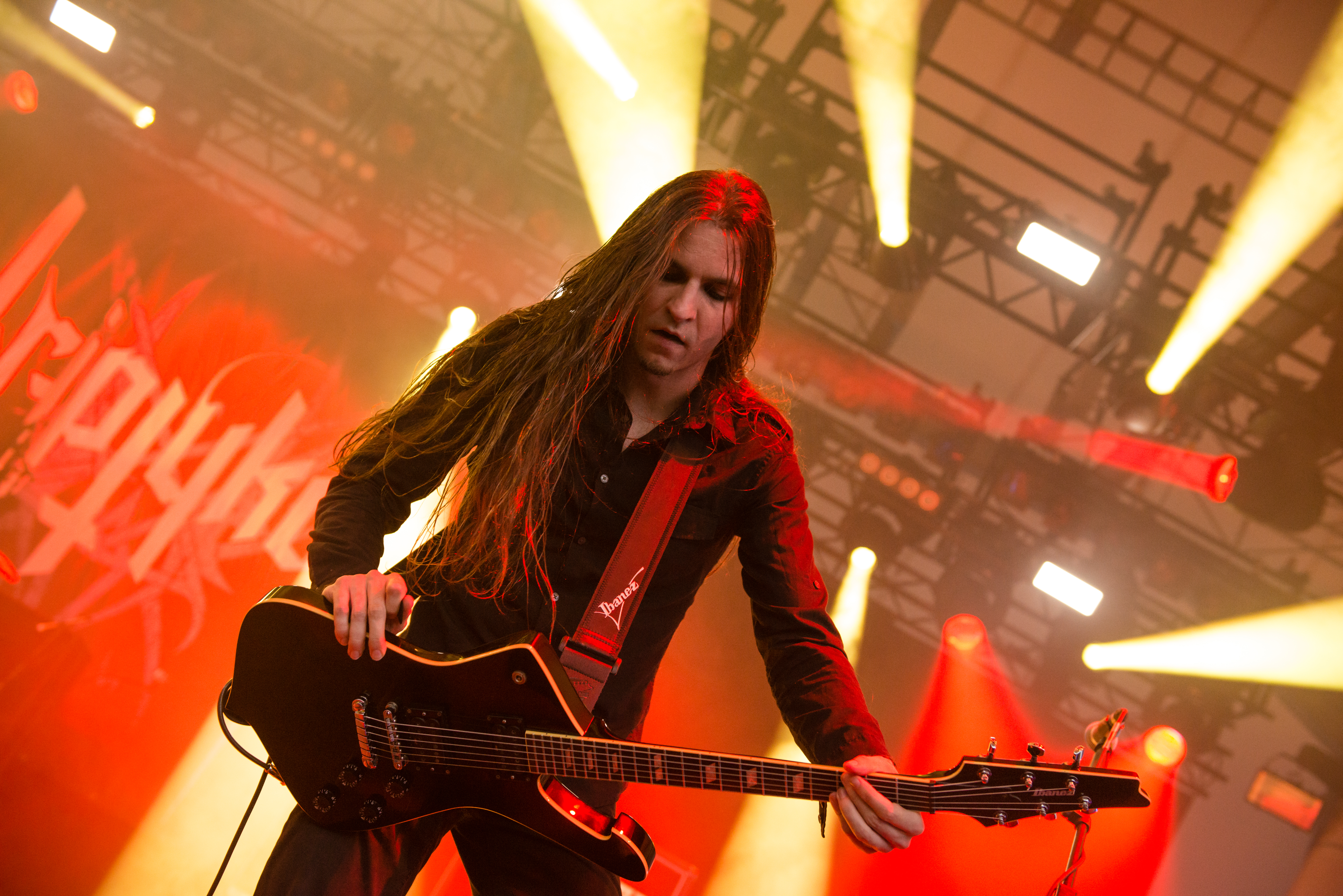
V. Santura
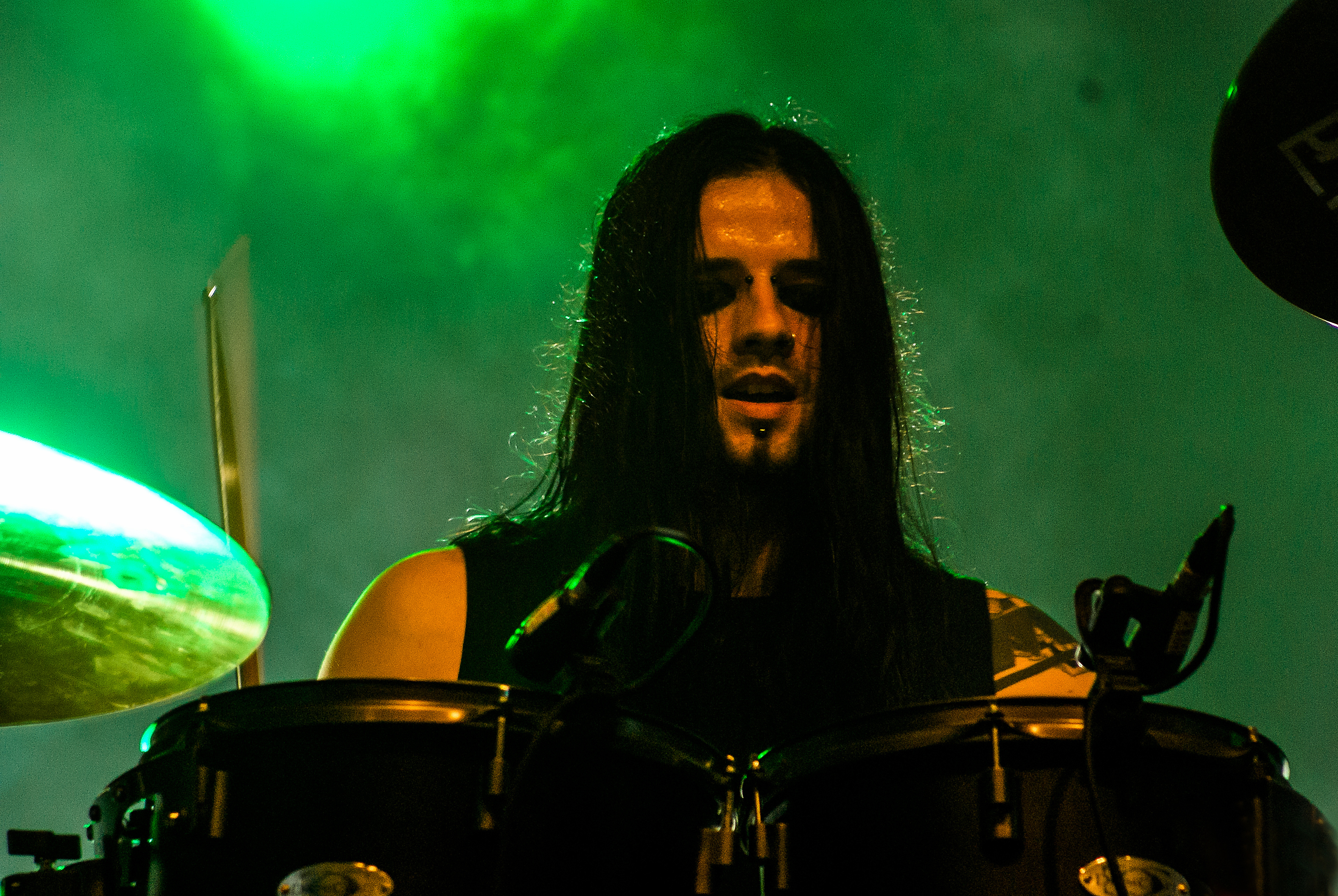
Norman Lonhard
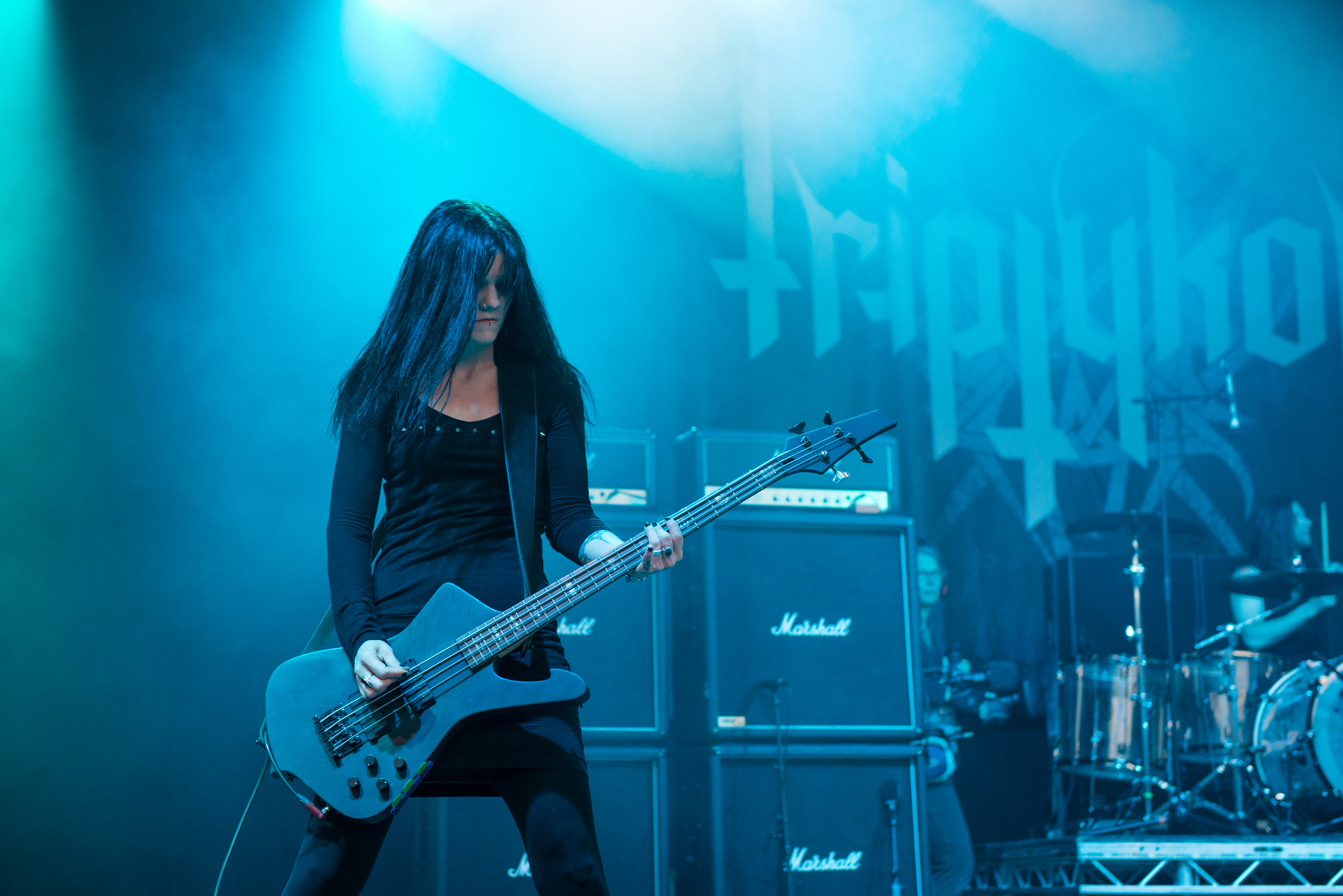
Vanja Slajh

## Discografia
- Eparistera Daimones (álbum completo, março de 2010)
- Shatter (EP, outubro de 2010)
- "Breathing" (single, março de 2014)
- Melana Chasmata (álbum completo, abril de 2014)